# US Lecce
Unione Sportiva Lecce, thường được gọi là Lecce (phát âm tiếng Ý: [ˈlettʃe]), là một câu lạc bộ bóng đá Ý có trụ sở tại Lecce, Apulia. Đội hiện chơi các trận đấu trên sân nhà tại sân vận động Via del Mare có sức chứa 31.533 khán giả.
Câu lạc bộ được thành lập vào năm 1908 và đã dành một phần lớn lịch sử gần đây của họ trong việc lên xuống giữa Serie B và Serie A, nơi đội bóng ra mắt trong mùa giải 1985-86. Kết thúc tốt nhất tại Serie A của đội là vị trí thứ chín trong mùa giải 1988-89. Câu lạc bộ đứng thứ 27 trong bảng xếp hạng mọi thời đại của Serie A và là câu lạc bộ thứ hai từ Apulia liên quan đến sự xuất hiện trong hai hạng đầu tiên của bóng đá Ý, với 15 mùa Serie A và 25 mùa Serie B.
Lecce đã giành được một Coppa Ali della Vittoria với tư cách là đội chiến thắng Serie B năm 2010, một Coppa Italia Serie C năm 1975 và một trận bán kết Cup Anh-Ý năm 1976.
Cầu thủ Lecce và người hâm mộ đang có biệt danh là salentini hoặc đơn giản là Giallorossi hoặc Lupi.

## Lịch sử
Lecce được thành lập với tên Câu lạc bộ thể thao Lecce vào ngày 15 tháng 3 năm 1908, ban đầu bao gồm các môn thể thao bóng đá, điền kinh và đạp xe. Chủ tịch câu lạc bộ đầu tiên là Francesco Marangi. Màu sắc đầu tiên được mặc bởi Lecce trong thời gian này là sọc đen và trắng, được biết đến ở Ý là bianconeri.
Trong những năm hình thành của mình, Lecce đã chơi trong hầu hết các giải đấu và thi đấu trong giải khu vực. Trong mùa giải 1923, bóng đá, câu lạc bộ đã giải thể trước khi trở lại vào ngày 16 tháng 9 năm 1927 với tư cách là Unione Sportiva Lecce. Câu lạc bộ vẫn mặc sọc đen trắng (tương tự như bộ của Juventus) vào thời điểm này, và chủ tịch đầu tiên dưới tên Unione Sportiva Lecce là Luigi López y Rojo.

### Giải đấu: Những năm đầu thập niên 1930, 40 và 50
Taranto Sport đã gặp Lecce trong một trận đấu để thăng hạng Serie B từ giải đấu địa phương Nam Ý; Lecce đã chiến thắng 3-2 sau hiệp phụ. Đội được choi tại Serie B cho mùa giải 1929-30. Trận đấu đầu tiên được chơi trong giải đấu là trận đấu với Novara vào ngày 6 tháng 10 năm 1929, chiến thắng 2-1. Lecce cuối cùng hoàn thành ở vị trí thứ 13. Tuy nhiên, lần thứ hai trong lịch sử của câu lạc bộ, đội đã ngừng hoạt động vào cuối mùa giải 1931-32.
Bốn năm sau, Lecce trở lại và thi đấu tại Serie C, kết thúc vị trí thứ 11 trong mùa giải trở lại của họ. Trong khoảng thời gian này, câu lạc bộ rơi vào tình trạng hỗn loạn: mùa giải tiếp theo họ rút khỏi Serie C sau bốn ngày, và sau đó trong mùa giải 1938-39, họ kết thúc ở vị trí thứ ba nhưng bị chuyển xuống vị trí thứ 12 sau khi tiết lộ câu lạc bộ đã vi phạm quy định liên bang của giải đấu.
Câu lạc bộ đã kết thúc ở vị trí đầu tiên trong mùa giải 1943, nhưng câu lạc bộ bóng đá sau đó đã bị đình chỉ do Thế chiến II. Tuy nhiên, khi bóng đá câu lạc bộ hoạt động trở lại, Lecce đã kết thúc với tư cách là nhà vô địch của Serie C, được thăng hạng trở lại Serie B. Hai mùa giải tiếp theo (kết thúc thứ tư và thứ ba trong các mùa tương ứng), với cầu thủ ngôi sao Silvestri ghi 20 bàn trong một mùa, trước khi câu lạc bộ xuống hạng.
Lecce ở lại Serie C trong sáu mùa trong giai đoạn này, mặc dù đây không phải là thời gian đặc biệt thành công cho câu lạc bộ. Tiền đạo Anselmo Bislenghi đã ghi 83 bàn cho câu lạc bộ trong giai đoạn này, do đó trở thành người hùng. Câu lạc bộ trượt xuống thậm chí thấp hơn đến Serie IV, nơi họ đã thi đấu ba năm.

### Mười bảy mùa của Serie C: thập niên 1960, 70 và 80
Từ năm 1959 đến 1975, Lecce đã chơi 17 mùa ở Serie C. Họ đã rất gần với việc thăng hạng nhiều lần trong giai đoạn đó, kết thúc ở vị trí thứ hai ba mùa liên tiếp (1971-72, 1972-73, 1973-74) trước khi thăng hạng vào mùa 1975-76.
Cùng năm với sự thăng hạng của họ, Lecce đã thi đấu thành công, giành được danh hiệu Coppa Italia Serie C. Năm 1976, Lecce tham dự Cúp Anh-Ý với chiến thắng 4-0 trước Scarborough 
Năm 1980, một vụ bê bối đã xảy ra làm rung chuyển bóng đá Ý, bao gồm cả Lecce dưới thời chủ tịch Franco Jurlano. Tuy nhiên, Jurlano đã có thể chứng minh sự vô tội của mình và vụ bê bối chỉ dẫn đến việc loại bỏ cầu thủ Claudius Merlo. Sau đó, câu lạc bộ đã gặp phải một thảm kịch vào năm 1983: các cầu thủ Michele Lo Russo và Ciro Pezzella chết trong một tai nạn ô tô. Cho đến ngày nay, Lo Russo vẫn là người giữ kỷ lục câu lạc bộ cho hầu hết số lần xuất hiện, với 415.

### Thăng hạng Serie A: giữa những năm 1980 và 90
Dưới sự quản lý của Eugenio Fascetti, Lecce sẽ lần đầu tiên thăng hạng lên Serie A vào năm 1985. Họ đã kết thúc và bị xuống hạng chỉ sau một mùa giải, nhưng đánh bại Roma 3-2 trong trận đấu áp chót để giáng một đòn chí tử vào hy vọng danh hiệu của Roma. Thua trong trận đấu play-off thăng hạng 2-1 với Cesena ở mùa giải tiếp theo, họ sẽ trở lại Serie A vào năm 1988.
Dưới thời Carlo Mazzone, Lecce đã hoàn thành ở vị trí thứ chín vào năm 1989. Các ngôi sao của đội bóng bao gồm tiền đạo Pedro Pasculli và các tiền vệ Antonio Conte và Paolo Benedetti. Họ kéo dài ba mùa trước khi xuống hạng, và trở lại hai năm sau đó. Mùa giải 1993-94 đã chứng kiến Lecce kết thúc ở vị trí cuối cùng với 11 điểm đáng quên, thấp nhất từ trước đến nay của bất kỳ đội bóng Serie A nào, và lần thứ hai xuống hạng vào năm sau.
Giampiero Ventura đã chứng kiến Lecce đạt được hai lần thăng hạng liên tiếp từ Serie C đến Serie A trước khi lên đường tới Cagliari. Một lần nữa, đội luôn đối mặt cuộc đấu tranh sinh tồn ở Serie A bất chấp những nỗ lực tốt nhất của tiền đạo Francesco Palmieri và một chiến thắng sân khách nổi tiếng trước Milan vào ngày 19 tháng 10 năm 1997.
Vào mùa hè năm 1998, Pantaleo Corvino được bổ nhiệm làm giám đốc thể thao mới, nổi tiếng nhờ tìm kiếm những tài năng mới trong những năm tới. Đội đã đủ tốt để trở lại Serie A vào năm 1999 và bắt đầu một năm ba năm nữa trong giải đấu cao nhất, với một lần trở lại Serie A năm 2003.

### Ba năm ở Serie A (2003-2006)

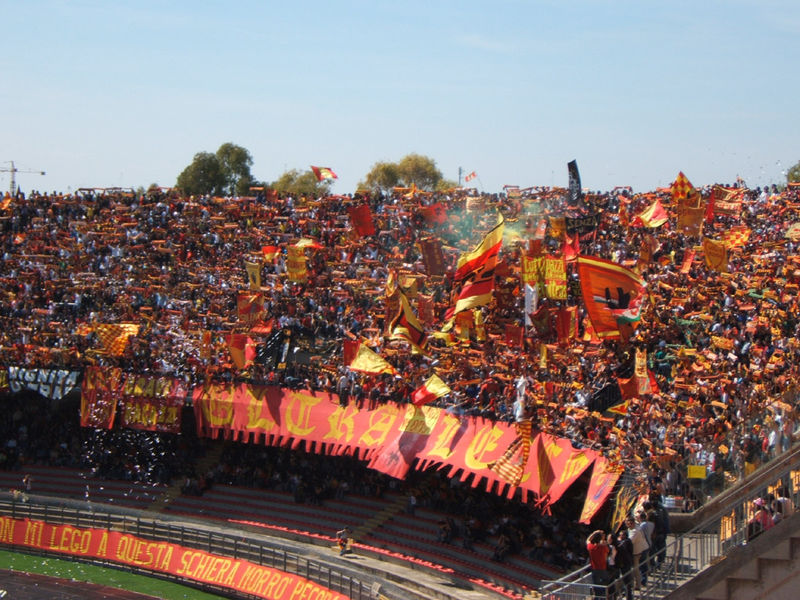
Lecce- Lazio 5 - 3, Stadio Via del Mare, ngày 1 tháng 5 năm 2005

Năm 2004, dưới thời Delio Rossi, người đã dẫn dắt câu lạc bộ từ năm 2002, Lecce đã đạt được một kết quả ấn tượng, đạt điểm cao thứ mười mặc dù nửa đầu mùa giải kém. Những màn trình diễn nổi tiếng bao gồm hai chiến thắng giật gân liên tiếp, lần đầu tiên trước gã khổng lồ Ý Juventus 3-4 ở Torino (chiến thắng đầu tiên tại Sân vận động Alpi cho Lecce) và sau đó là trước Internazionale 2-1 tại Stadio Via del Mare.
Vào năm 2004-05, huấn luyện viên Zdeněk Zeman dẫn dắt một đội có tư duy tấn công cao, ghi được nhiều bàn thắng. Lecce kết thúc mùa giải một lần nữa ở vị trí thứ mười, đưa vào những tài năng nổi bật như Valeri Bojinov và Mirko Vučinić. Đội có cuộc tấn công tốt thứ hai với 66 bàn (Juventus đứng đầu với 67) và phòng ngự tệ nhất, với 73 bàn thua. Đây là một kỷ lục, vì lần đầu tiên đội bóng có hàng phòng ngự tệ nhất có thể sống sót trong lịch sử Serie A.
Mùa giải 2005-06 là một cuộc đua trụ hạng cho Lecce. Câu lạc bộ đã thay đổi người quản lý của mình hai lần (Silvio Baldini cho Angelo Adamo Gregucci và vào tháng 1 năm 2006 huấn luyện viên đội trẻ Roberto Rizzo, được hỗ trợ bởi huấn luyện viên thủ môn Franco Paleari, cho Baldini). Nhiều động thái quản lý không thể biến vận may của Lecce khi họ bị xuống hạng trước vài vòng và kết thúc mùa giải ở vị trí thứ 19. Vào tháng 6 năm 2006, Giovanni Semeraro trở lại ở vị trí lãnh đạo của câu lạc bộ sau chín tháng. Câu lạc bộ bổ nhiệm lại Zdeněk Zeman làm huấn luyện viên, chỉ một năm sau khi ông rời câu lạc bộ.
Lecce đã không thể tránh khỏi sự xuống hạng từ Serie A, mặc dù có một số hy vọng ban đầu do vụ bê bối dàn xếp trận đấu Serie A.

### Hai năm hoạt động ở Serie B và thăng hạng
Câu lạc bộ đã có một khởi đầu không ổn định cho mùa giải 2006-07 tại Serie B, giành chiến thắng ba trận trên sân nhà (bao gồm cả chiến thắng trước đội bóng đầu bảng Genova), mặc dù họ gặp phải phong độ kém. Sau khi trôi tuột trên bảng xếp hạng, ghi nhận 10 trận thua trong 18 trận đấu, Zeman đã bị sa thải với tư cách là người quản lý và được thay thế bởi Giuseppe Papadopulo. Vào ngày 10 tháng 3 năm 2007, Lecce đã giành chiến thắng lịch sử trước Frosinone, đánh bại 5-0 tại Stadio Via del Mare. Có được 36 điểm trong nửa sau của mùa giải, Lecce kết thúc mùa giải ở giữa bảng, ở vị trí thứ chín. Vào năm 2007, Lecce đã giành được nhiều điểm hơn bất kỳ đội nào khác ở Serie B.
Mùa giải 2007-08  đã chứng kiến Lecce chiến đấu để giành một vị trí ở Serie A cho mùa giải tiếp theo. Mặc dù kiếm được 83 điểm (hơn 12 điểm so với Pisa) và tự hào về khả năng phòng ngự tốt nhất trong giải đấu, giallorossi đã buộc phải đối mặt với trận play-off để thăng hạng. Trong trận bán kết, họ đánh bại Pisa ở cả hai lượt (1-0 và 2-1 trên sân nhà) để giành một vị trí trong trận chung kết với AlbinoLeffe. Sau đó, họ đã thắng trận lượt đi 1-0, trước khi giành được trận hòa 1-1 ở trận lượt về tại Studio Via del Mare để được thăng hạng.

### Giữa Serie A và Serie B

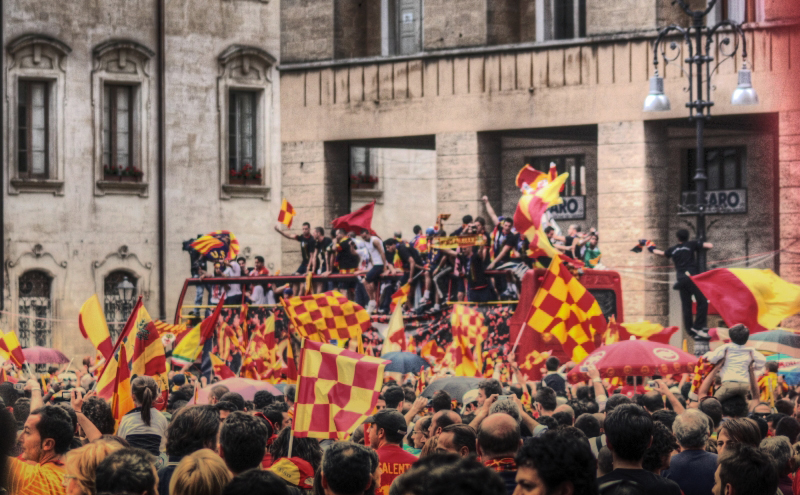
Người hâm mộ kỷ niệm lần thứ tám của câu lạc bộ tới Serie A vào tháng 5 năm 2010

Sau những tin đồn dai dẳng, Papadopulo đã từ bỏ vì sự khác biệt về quan điểm với tổng giám đốc của câu lạc bộ và được thay thế bởi Mario Beretta, người đã có một khởi đầu khá khả quan trong mùa giải 2008-09. Ông ấy vẫn phụ trách hai mươi bảy trận đấu, nhưng, do bốn thất bại trong năm trận đấu gần nhất, kém một điểm dưới khu vực trụ hạng, anh ta đã bị sa thải và Luigi De Canio được bổ nhiệm làm quản lý mới. Bảy điểm kiếm được trong mười trận đấu là không đủ để đảm bảo một vị trí trong mùa giải Serie A tiếp theo. Sự xuống hạng là chính thức với một trận đấu để dự phòng, sau trận hòa 1-1 trên sân nhà trước Fiorentina.
Lecce đã có một khởi đầu bấp bênh trong chiến dịch Serie B 2009-10, nhưng đã giành vị trí đầu tiên vào tháng 11 năm 2009 và giữ nó cho đến hết mùa giải. Vào tháng Năm, đội đã sắp sửa thăng hạng, nhưng lãng phí cơ hội trong hai trận đấu cuối cùng của họ có nghĩa là họ phải đợi đến trận đấu cuối cùng để ăn mừng lần thứ tám lên đỉnh cao trong 25 năm qua. Trận hòa không bàn thắng với Sassuolo đã chứng tỏ đủ để giành danh hiệu Serie B với 75 điểm và giành Coppa Ali della Vittoria.
Lecce đã kết thúc mùa giải 2010-11 Serie A thành công tránh được suất xuống hạng trước một vòng đấu sau khi đánh bại đối thủ và đã xuống hạng Bari 2-0 ngày 15 tháng 5 năm 2011. Trong vài trận đấu trước đó, đội đã giành chiến thắng trong một trận chiến khó khăn trước những kẻ cùng hoàn cảnh khác và một số đội bóng mạnh như Sampdoria để kết thúc mùa giải. HLV Luigi De Canio rời đội vào tháng Sáu.
Trong mùa giải 2011-12 Serie A, Lecce đã xuống hạng Serie B. Đầu mùa giải rất tệ và HLV mới Eusebio Di Francesco đã bị sa thải vào tháng 12, sau 9 trận thua sau 13 trận. Serse Cosmi được bổ nhiệm làm quản lý mới. Lecce đã từ chối sụp đổ vì sự xuất hiện của Cosmi đã thúc đẩy phẩm chất chiến đấu với những người đấu tranh xuống hạng, người đã giành được một số điểm đáng kể trong những tháng tiếp theo, nhưng cuối cùng đã không tránh khỏi việc xuống hạng, do bốn trận thua trong năm trận gần nhất. Lecce đã xoay xở để đấu tranh cho đến tận vòng đấu cuối cùng.

### Giải hạng ba
Vào ngày 10 tháng 8 năm 2012, Lecce đã bị xuống hạng tạm thời bởi Ủy ban kỷ luật được thành lập cho các cuộc điều tra vụ bê bối Scommessopoli 2012-13 Lega Pro Prima Divisione vì sự liên quan của họ. Hơn nữa, cựu chủ tịch của Lecce, Semeraro, đã bị đình chỉ trong tất cả các hoạt động bóng đá trong năm năm. Vào ngày 22 tháng 8 năm 2012, việc xuống hạng của Lecce đã được Tòa án Công lý Liên bang xác nhận.
Trong mùa đầu tiên trở lại giải hạng ba, Lecce đã kết thúc ở vị trí thứ hai sau Trapani và bị đánh bại một cách đáng ngạc nhiên trong trận chung kết play-off bởi một câu lạc bộ khác, Carpi. Mùa giải tiếp theo đã kết thúc theo cách tương tự, với việc một lần nữa, thất bại trong việc giành chiến thắng tại giải đấu, và lần đầu tiên thua Frosinone, mặc dù đã có một số bản hợp đồng cấp cao như cựu ngôi sao của Palermo và người hỗ trợ nổi tiếng của Lecce, Micratoli Fabrizio.
Năm 2014-15, đội bóng đã kết thúc mùa giải ở vị trí thứ sáu và không tham dự vòng playoffs.
Câu lạc bộ đã kết thúc mùa giải 2015-16 ở vị trí thứ ba, hai điểm sau đội xếp thứ hai và đủ điều kiện cho vòng playoffs. Sau khi đánh bại Bassano 3-0 trên sân nhà, ở bán kết, Lecce đã thua Foggia ở cả sân nhà và trận đấu trên sân khách. Ở mùa giải tiếp theo, Lecce kết thúc ở vị trí thứ hai. Việc bị loại ở tứ kết play-off với Alessandria trên chấm phạt đền sau hai trận hòa trong hai trận đấu.

### Trở lại Serie B
Cuối cùng, lecce đã nhìn thấy ánh sáng vào năm 2017-18, khi giallorossi thăng hạng lên Serie B, đảm bảo một kết thúc trong top 2 với chiến thắng 1-0 trước Pagan với một trận đấu phía trước.

## Màu sắc và huy hiệu
Lecce thi đấu trong trang phục sọc đỏ và vàng. Cầu thủ và người hâm mộ của lecce được gọi là salentini.

## sân vận động
Trận trên sân nhà Lecce đang chơi trong sân vận động có sức chứa 40.670 chỗ ngồi Stadio Via del Mare.

## Cầu thủ

### Đội hình hiện tại
Tính đến ngày 3/9/2024.
Ghi chú: Quốc kỳ chỉ đội tuyển quốc gia được xác định rõ trong điều lệ tư cách FIFA. Các cầu thủ có thể giữ hơn một quốc tịch ngoài FIFA.
| Số | VT | Quốc gia    | Cầu thủ                         |
| -- | -- | ----------- | ------------------------------- |
| 1  | TM | Đức         | Christian Früchtl               |
| 2  | HV | Pháp        | Andy Pelmard (mượn từ Clermont) |
| 3  | TĐ | Croatia     | Ante Rebić                      |
| 4  | HV | Angola      | Kialonda Gaspar                 |
| 5  | TV | Albania     | Medon Berisha                   |
| 6  | HV | Ý           | Federico Baschirotto (đội phó)  |
| 7  | TV | Tây Ban Nha | Tete Morente                    |
| 8  | TV | Tunisia     | Hamza Rafia                     |
| 9  | TĐ | Montenegro  | Nikola Krstović                 |
| 10 | TV | Pháp        | Rémi Oudin                      |
| 11 | TĐ | Ý           | Nicola Sansone                  |
| 12 | HV | Pháp        | Frédéric Guilbert               |
| 13 | HV | Đan Mạch    | Patrick Dorgu                   |
| 14 | TV | Iceland     | Þórir Helgason                  |
| 16 | TV | Tây Ban Nha | Joan González                   |
| 19 | HV | Pháp        | Gaby Jean                       |
| 20 | TV | Albania     | Ylber Ramadani (đội phó thứ 2)  |

| Số | VT | Quốc gia         | Cầu thủ                          |
| -- | -- | ---------------- | -------------------------------- |
| 21 | HV | Ý                | Kevin Bonifazi (mượn từ Bologna) |
| 22 | TĐ | Zambia           | Lameck Banda                     |
| 23 | TĐ | România          | Rareș Burnete                    |
| 25 | HV | Ý                | Antonino Gallo                   |
| 27 | TV | Cộng hòa Ireland | Ed McJannet                      |
| 29 | TV | Mali             | Lassana Coulibaly                |
| 30 | TM | Ý                | Wladimiro Falcone                |
| 32 | TM | Phần Lan         | Jasper Samooja                   |
| 34 | TĐ | Albania          | Dario Daka                       |
| 36 | TV | Ba Lan           | Filip Marchwiński                |
| 50 | TĐ | Argentina        | Santiago Pierotti                |
| 75 | TV | Pháp             | Balthazar Pierret                |
| 77 | TV | Pháp             | Mohamed Kaba                     |
| 98 | TM | România          | Alexandru Borbei                 |
| —  | TV | Ý                | Luis Hasa                        |
| —  | TĐ | Đan Mạch         | Jeppe Corfitzen                  |

### Cho mượn
Tính đến ngày 3/9/2024
Ghi chú: Quốc kỳ chỉ đội tuyển quốc gia được xác định rõ trong điều lệ tư cách FIFA. Các cầu thủ có thể giữ hơn một quốc tịch ngoài FIFA.
| Số | VT | Quốc gia | Cầu thủ                                                 |
| -- | -- | -------- | ------------------------------------------------------- |
| —  | TM | Ý        | Marco Bleve (tại Carrarese đến 30/6/2025)               |
| —  | HV | Bỉ       | Mats Lemmens (tại Lokeren đến 30/6/2025)                |
| —  | TV | Ý        | Giacomo Faticanti (tại Juventus Next Gen đến 30/6/2025) |
| —  | TV | Phần Lan | Henri Salomaa (tại Casertana đến 30/6/2025)             |

| Số | VT | Quốc gia     | Cầu thủ                                                   |
| -- | -- | ------------ | --------------------------------------------------------- |
| —  | TV | Cộng hòa Séc | Daniel Samek (tại Hradec Králové đến 30/6/2025)           |
| —  | TĐ | Phần Lan     | Eetu Mömmö (tại SJK đến 30/6/2025)                        |
| —  | TĐ | Tây Ban Nha  | Pablo Rodríguez (tại Racing Santander đến 30/6/2025)      |
| —  | TĐ | Thụy Điển    | Joel Voelkerling Persson (tại IFK Värnamo đến 31/12/2024) |

## Danh hiệu và thành tích câu lạc bộ
- Serie B

- Coppa Ali della Vittoria (1)   - 2009-10
- Thăng hạng   - 1984–85, 1987–88, 1992–93, 1996–97, 1998–99, 2002–03, 2007–08, 2009–10

- Serie C
  - Vô địch   - 1945–46, 1975–76, 1995–96, 2017–18
- Coppa Italia Serie C
  - Vô địch   - 1975-76
- Cúp bán kết Anh-Ý
  - Vô địch   - 1976-77

### Đội thiếu niên danh dự
- Campionato Nazionale Primavera
  - Vô địch   - 2002-2003, 2003-2004
- Coppa Italia Primavera
  - Vô địch   - 2001-2002, 2004-2005
- Supercoppa Primavera
  - Vô địch   - 2003-2004, 2004-2005

## Thành tích các cầu thủ
| Player               | Goals |  |
| -------------------- | ----- |  |
| Anselmo Bislenghi    | 87    |  |
| Franco Cardinali     | 66    |  |
| Pedro Pablo Pasculli | 54    |  |
| Aurelio De Marco     | 50    |  |
| Gaetano Montenegro   | 49    |  |
| Javier Chevantón     | 45    |  |
| Luigi Silvestri      | 45    |  |
| Pietro De Santis     | 43    |  |
| Ennio Fiaschi        | 40    |  |
| Giancarlo Ferrari    | 36    |  |
| Mirko Vučinić        | 34    |  |

| Player               | Appearances |  |
| -------------------- | ----------- |  |
| Michele Lorusso      | 418         |  |
| Guillermo Giacomazzi | 292         |  |
| Carmelo Miceli       | 290         |  |
| Ruggero Cannito      | 248         |  |
| Giuseppe Materazzi   | 228         |  |
| Salvatore Di Somma   | 222         |  |
| Pedro Pablo Pasculli | 214         |  |
| Angelo Maccagni      | 204         |  |

Xuất hiện nhiều nhất ở Serie A
| Cầu thủ               | Số trận ở Serie A. |  |
| --------------------- | ------------------ |  |
| Guillermo Giacomazzi  | 132                |  |
| Luigi Piangerelli     | 127                |  |
| Lorenzo Stovini       | 125                |  |
| Pedro Pablo Pasculli  | 119                |  |
| Alessandro Conticchio | 114                |  |

Cầu thủ khoác áo đội tuyển bóng đá quốc gia Ý
- Vincenzo Sicignano (1)   - 2005
- Marco Cassetti (3)   - 2005
- Andrea Esposito (1)   - 2009

## Thông tin sân vận động
- Tên   - Sân vận động Via del Mare
- Thành phố   - Lecce
- Sức chứa   - 40.670
- Khánh thành   - 1966
- Kích thước sân   - 105 x 70 mét

## liên kết ngoài
- Trang web chính thức (tiếng Ý)